# Ушаков Володимир Петрович
Володимир Петрович Ушаков (1 червня 1920, Москва — 17 липня 2011, там же) — радянський і російський актор театру і кіно, заслужений артист РФ (2000).

## Життєпис
Володимир Петрович Ушаков народився 1 червня 1920 року в Москві. Відомо, що його батьки працювали на заводі.
1941 року закінчив Театральне училище ім. Бориса Щукіна. Серед його наставників були актори театру ім. Вахтангова Віра Львова, Цецилія Мансурова, Йосип Толчанов та Леонід Шихматов. Початок кар'єри Ушакова припав на роки німецько-радянської війни. За розподілом він був призначений до Театру драми та комедії, але звідти відразу перейшов до фронтової філії Малого театру. З 1947 по 1950 рік працював у Потсдамі, де базувався Театр групи Радянських військ у Німеччині. Після повернення на батьківщину недовго прослужив у театрі, яким керував Михайло Астангов.
В 1952 році був прийнятий в трупу Театру сатири, в якому служив більше 50 років.
У 1953 році зіграв роль бригадира колгоспу Максима Орлова, яка зробила артиста зіркою радянського екрану. Фільм «Весілля з посагом» полюбився глядачам, а пісні «На крылечке твоем» та «Куплеты Курочкина» співала без перебільшення вся країна.
27 жовтня 2000 року Володимир Ушаков був удостоєний звання «Заслужений артист Російської Федерації».
В останні роки тяжко хворів. У 2007 році був терміново доставлений в одну з московських лікарень, через погане самопочуття та сильний біль у серці. Причиною сильного болю стали налаштування вживленого в серці кардіостимулятора. Щоб відрегулювати складну медичну техніку, актора перевели до спеціалізованої клініки.

Плита колумбарія Ваганьковського цвинтаря, де знаходиться прах Володимира Ушакова.

Помер 17 липня 2011 року в Москві на 92-му році життя внаслідок третього інфаркту. За словами дружини актора Віри Васильєвої, йому стало погано під час відпочинку на Клязьминському водосховищі, після чого було викликано «швидку медичну допомогу». Помер дорогою до найближчої московської клініки.
Співчуття рідним та близьким висловив Мер Москви Сергій Собянін.
Прощання з Ушаковим відбулося 20 липня 2011 року у НДІ імені Скліфосовського. Громадянська панахида пройшла о 10 ранку, після чого тіло актора було кремоване. Урна з його прахом знаходиться у колумбарії Ваганьковського кладовища.

## Родина
Володимир Ушаков був одружений з 1956 року і до своєї смерті на Вірі Васильєвій (1925—2023), акторці, народній артистці СРСР. Дітей у подружжя не було.

## Творчість

### Ролі у кіно
- 1944 — Морський батальйон — матрос з крейсера «Кіров»
- 1953 — Весілля з приданим — Максим Миколайович Орлов — головна роль
- 1959 — Оголена зі скрипкою (телеспектакль) — Колін
- 1969 — Швейк у другій світовій війні (телеспектакль) — фон Бок
- 1971 — Коли море сміється (телеспектакль) — Стеффорд
- 1974 — Георгій Сєдов — епізод
- 1974 — Маленькі комедії великого будинку (телеспектакль) — Михайло, чоловік однієї з хористок
- 1976 — Як важливо бути серйозним — Меррімен
- 1978 — Торішня кадриль — епізод
- 1982 — Ревізор (телеспектакль)— Степан Ілліч Уховертов — приватний пристав
- 1983 — Спекотне літо в Кабулі — епізод
- 1985 — Слідство ведуть ЗнаТоКі. Полуденний злодій — Витюшка Клячко
- 1990 — Продавець снів — епізод
- 1995 — Без нашийника
- 1995—1996 — Вік-енд з детективом
- 2000 — Нам — 75! — Поліванов

### Озвучування
- 1968—1970 — Мауглі — Каа

Також брав участь у роботі над присвяченим своїй дружині документальним фільмом «Віра Васильєва. Секрет її молодості» (2010).